# Bonngau
Der Bonngau (Pagus Bonnensis) war eine mittelalterliche fränkische Gaugrafschaft am Mittelrhein mit der Stadt Bonn als Mittelpunkt.
Gaugrafen waren:
Aus der Familie der Ezzonen:
- Erenfried I. († 907) Graf im Bonngau und Keldachgau, ⚭ Adelgunde von Burgund, Tochter des Markgrafen Konrad II. von Burgund
- Eberhard I. († nach 937), dessen Sohn, 913 Graf im Bonngau und Keldachgau
- Erenfried II. († 970), dessen Sohn, Graf im Bonngau und Keldachgau
- Ezzo bzw. Erenfried II. († vor 10. Juli 963), dessen Sohn, Graf im Bonngau und Keldachgau,
- Hermann Pusillus (um 929 – 996), dessen Sohn, Graf im Bonngau und Pfalzgraf von Lothringen
- Über Hermanns Sohn Ezzo († 1035) und dessen Söhne Hermann II., Erzbischof von Köln 1035–1056 bzw. Otto II., Pfalzgraf von Lothringen 1035–1045 und Herzog von Schwaben 1045–1047, ging der Bonngau an das Erzbistum Köln über.